# تشعيعية
التشعيعية (بالإنجليزية: Irradiance)‏ مصطلح في قياسات الإشعاع، يدل على قدرة الإشعاع الكهرطيسي الساقطة على سطح ما في وحدة المساحة. تستخدم كثافة التدفق الاشعاعي عندما يسقط الإشعاع الكهرطيسي على السطح. ويستخدم الخرج الإشعاعي أو الإصدار الشعاعي عندما ينبثق الإشعاع من سطح ما. الوحدة الدولية المستخدمة لكل هذه الكميات هي الواط/المتر المربع (W•m−2). تسمى هذه الكميات أحيانًا بالشدة، ولكن هذا الاستخدام يسبب بعض الاختلاط مع شدة الإشعاع التي لها وحدة مختلفة تمامًا.
تعرف كل هذه الكميات الفيزيائية الكمية الكلية للإشعاع الموجود لجميع الترددات. ومن الشائع اعتبار كل تردد للطيف بشكل منفصل. ويسمى عندما يحدث ذلك لإشعاع ساقط على سطح ما، بالتشعيعية الطيفية (بالإنجليزية: spectral irradiance)‏، وهذا له الوحدة الدولية (W•m−3)، أو بشكل عام (W•m−2•nm−1).
إذا اعتبرنا مصدر نقطي يشع بشكل منتظم في جميع الاتجاهات وليس هناك امتصاص، عندها يتناقص الإشعاع متناسبًا مع المسافة عن جسم متعامد مع الإشعاع، حيث أن القدرة الكلية ثابتة وتستمر على مساحة تزيد مع مربع المسافة من المصدر.

## التسمية
التشعيعية مصطلح مشتق من مشتق من مصطلح «تشعيع» (بالإنجليزية: Irradiation)‏ المرتبط ارتباطًا وثيقًا به، على غرار الإشعاعية (Radiance). ويُسمَّى المفهوم أيضًا الاستنارة الطاقية (بالفرنسية: Éclairement énergétique)‏ أو كثافة التدفق الإشعاعي أو كثافة الدفق الإشعاعي أو كثافة تدفق الإشعاع أو درجة إضاءة الطاقة (بالإنجليزية: Radiant flux density)‏.

## طالع أيضًا
- إشعاعية
- تدفق إشعاعي
- شدة إشعاعية
- كثافة التدفق الطيفي